# Roche Harbor
Roche Harbor az Amerikai Egyesült Államok északnyugati részén, Washington állam San Juan megyéjében, a San Juan-szigeten elhelyezkedő önkormányzat nélküli település.
A térségben volt egykor WH’LEHL-kluh közösség. Az 1800-as években alapított mészkőbánya helyén később üdülőt létesítettek.

## Nevezetes személyek
- Chester Cayou, a Swinomish Törzsi Tanács tagja[6]
- Einar Nielsen, a Roche Harbor Resort alelnöke[7]
- Herbert H. Davis, hajóskapitány[8]
- John S. McMillin, a Tacoma and Roche Harbor Lime Company elnöke, szenátorjelölt[9]
- Reuben J. Tarte, a Roche Harbort Resort vezetője[9]
- Victor J. Capron, üzemorvos[10]
- William Shultz, a Tacoma and Roche Harbor Lime Company felügyelője[11]
- Wolf Bauer, mérnök[10]

## Fordítás
- Ez a szócikk részben vagy egészben  a   Roche Harbor, Washington című angol Wikipédia-szócikk ezen változatának fordításán alapul.  Az eredeti cikk szerkesztőit annak laptörténete sorolja fel. Ez a jelzés csupán a megfogalmazás eredetét és a szerzői jogokat jelzi, nem szolgál a cikkben szereplő információk forrásmegjelöléseként.